# Faraglione Pan di Zucchero
Il Pan di Zucchero (nome originario in sardo Concali su Terràinu), è un faraglione che si erge dal mare a poca distanza dalla costa nelle vicinanze di Masua, frazione di Iglesias, nella zona sud-occidentale della Sardegna (Iglesiente).
Ha una superficie di 0,03 km² e un'altezza di 133 metri. È composto di calcare cambrico e si è originato dall'azione dell'erosione marina che ne ha determinato l'isolamento dalla terraferma. Sulla costa rocciosa, poche centinaia di metri a est, si affaccia lo sbocco dell'affascinante sito minerario Porto Flavia.

## Nesonimo

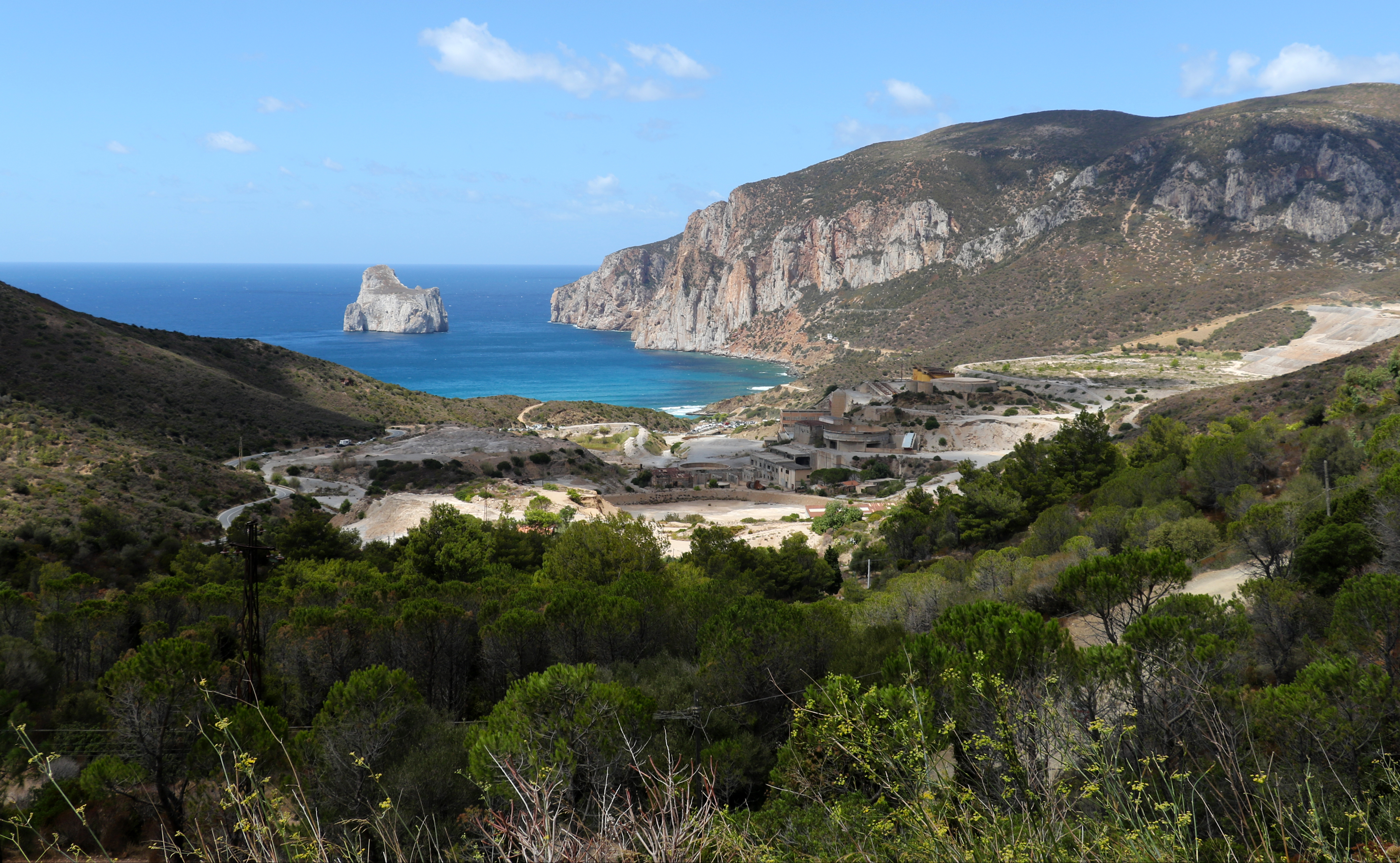
Il Pan di zucchero visto dalla costa.

Trae il soprannome dalla sua somiglianza col Pão de Açúcar, il colle situato presso Rio de Janeiro in Brasile, su una penisola che si estende da un estremo della Baia Guanabara all'interno dell'Oceano Atlantico con un'altezza di 396 m sul livello del mare.